# Stegobolus actinotus
Stegobolus actinotus är en lavart som först beskrevs av Edward Tuckerman, och fick sitt nu gällande namn av Frisch & Kalb 2006. Stegobolus actinotus ingår i släktet Stegobolus och familjen Thelotremataceae.   Inga underarter finns listade i Catalogue of Life.